# スラーヴヌイ (駆逐艦)
スラーヴヌイ（ロシア語:Славныйスラーヴヌィイ）は、ソ連で建造されたストロジェヴォイ級駆逐艦（艦隊水雷艇；эскадренный миноносец）の6番艦。艦名は、「名誉ある、光栄ある」といった意味のロシア語の形容詞である。

## 概要

### 建造
スラーヴヌイは、7号計画によって建造されるグネフヌイ級駆逐艦の1 隻として、1936年8月31日にレニングラート（現在のサンクトペテルブルク）の第189工場（バルト連合）で起工された。工場番号では第293艦であった。
しかしながら、7号計画にはトップヘビーなどの性能上の重大な欠陥があり、改設計を経た7U号計画型（ストロジェヴォイ級駆逐艦）として再度起工され直すことが決定された。その結果、プロゾルリーヴイは7U号計画型駆逐艦の6番艦として1939年1月31日に再起工、1939年9月19日に進水、竣工したのはようやく1941年5月31日のことであった。
竣工したスラーヴヌイは、6月19日付けで赤旗バルト艦隊に配備された。そのわずか3日後の6月22日には、ナチス・ドイツが侵攻して大祖国戦争が開戦した。

### 大祖国戦争
大祖国戦争では、スラーヴヌイはバルト海での作戦に参加した。まず、開戦の年の11月から12月に掛けてはタリンやハンコ半島からの守備部隊の撤退作戦に参加した。11月3日には、友軍のMO-2級小型駆潜艇第112号を主砲による砲撃で撃沈する誤射事件を起こした。
1944年1月には、レニングラード包囲戦における赤軍の最終的な反攻のさきがけとなったクラースノエ・セロー＝ロープシン作戦に参加した。6月10日から6月20日の間は、ヴィボルクでの反攻作戦に参加した。

### 戦後
1947年7月10日より1955年7月6日まで、近代化改修を兼ねた修理に入れられた。1947年8月に実施された演習には同型駆逐艦ストローギイ、ストローイヌイ、A-1級魚雷艇のTK-248、TK-589、A-3級魚雷艇のTK-420とともに参加した。スラーヴヌイはPB-101(旧ドイツ航空母艦グラーフ・ツェッペリンにとどめの雷撃を加え、これを撃沈した。
1960年2月6日には類別を標的艦（Корабль цель）に変更され、名称もTsL-44（ЦЛ-44ツェーエール・トリー）となった。1961年6月30日には浮き的（Плавучая мишень）となり、名称もSM-20（СМ-20エーセーム・ドヴァッツァチ）に改められた。
1964年3月4日付けで海軍を除籍され、リエパーヤにて解体された。